# Hyphessobrycon pyrrhonotus
Hyphessobrycon pyrrhonotus är en fiskart som beskrevs av Burgess, 1993. Hyphessobrycon pyrrhonotus ingår i släktet Hyphessobrycon och familjen Characidae. Inga underarter finns listade i Catalogue of Life.